# Unterschleißheim
Unterschleißheim este cel mai mare oraș din districtul München din regiunea administrativă Bavaria Superioară, Bavaria, Germania. Acesta este situat la aproximativ 17 km nord de capitala München, la 2 km nord de Oberschleißheim și aproximativ 23 km la sud de Freising între râurile Isar și Amper. Unterschleißheim este membru al Alianței de Nord, o asociație informală a celor opt municipalități de la nord de München.

## Istorie

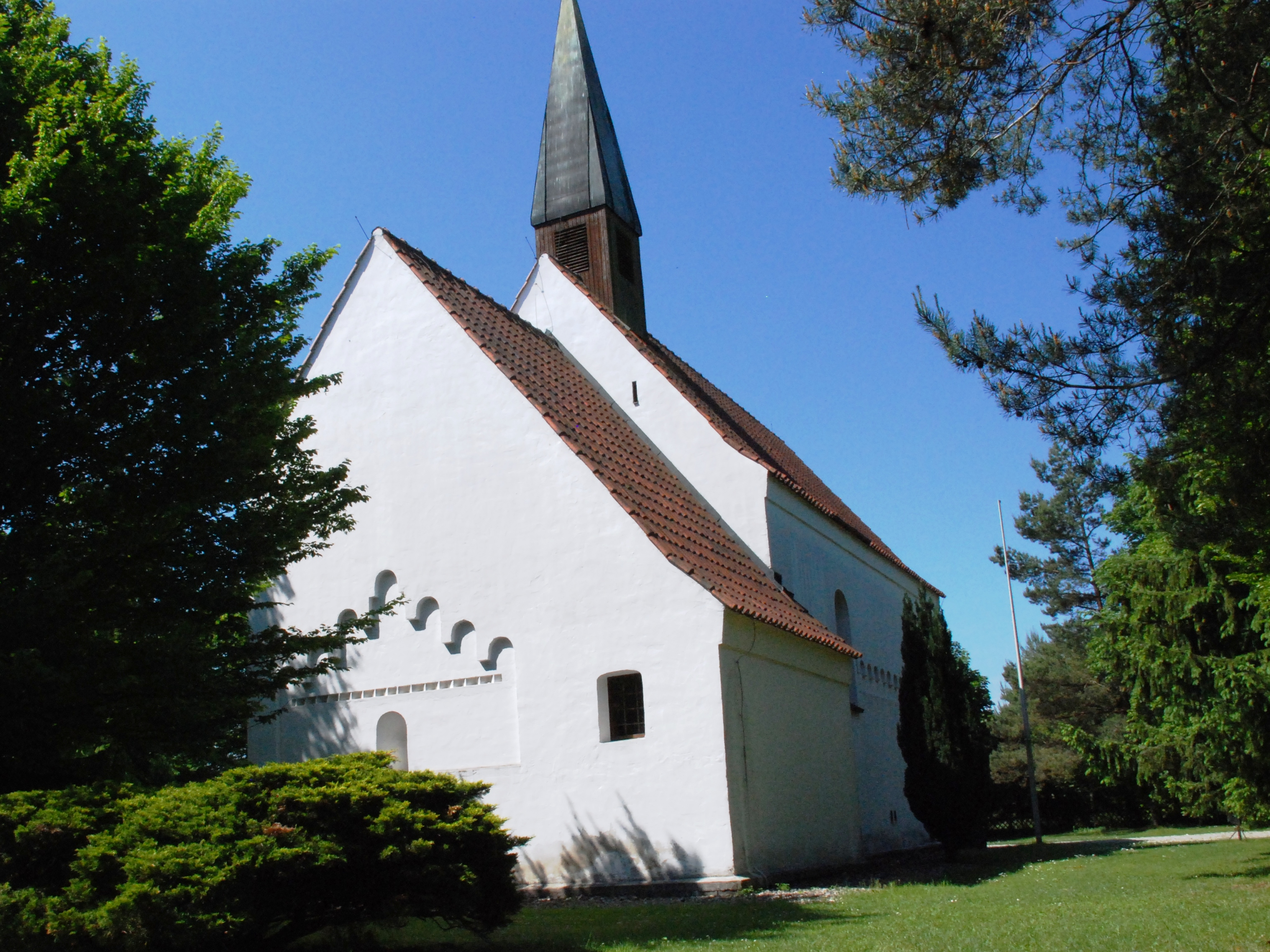
Sf. Martin, Mallertshofen, 1165

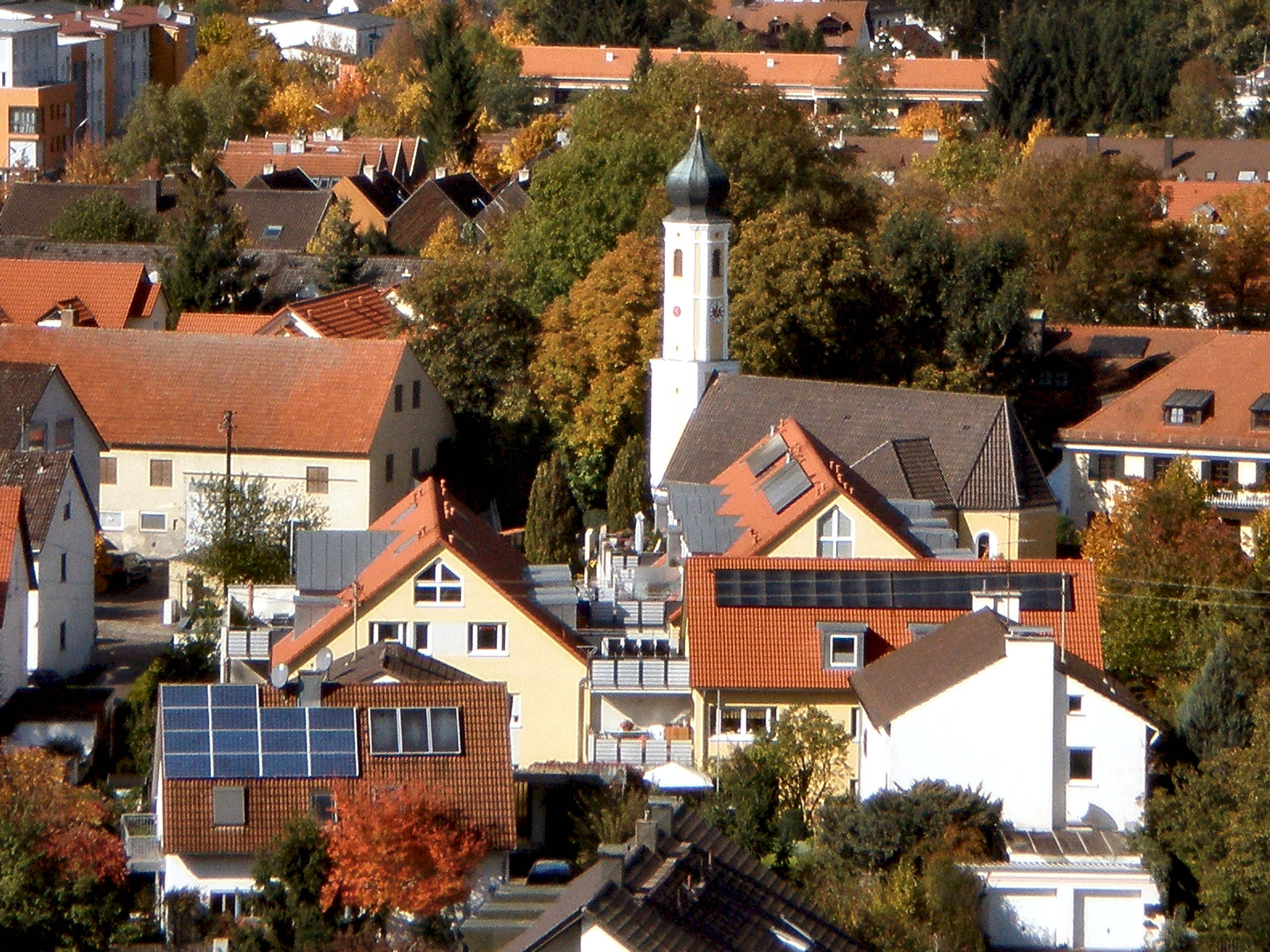
Sf. Ulrich vechi, 1518

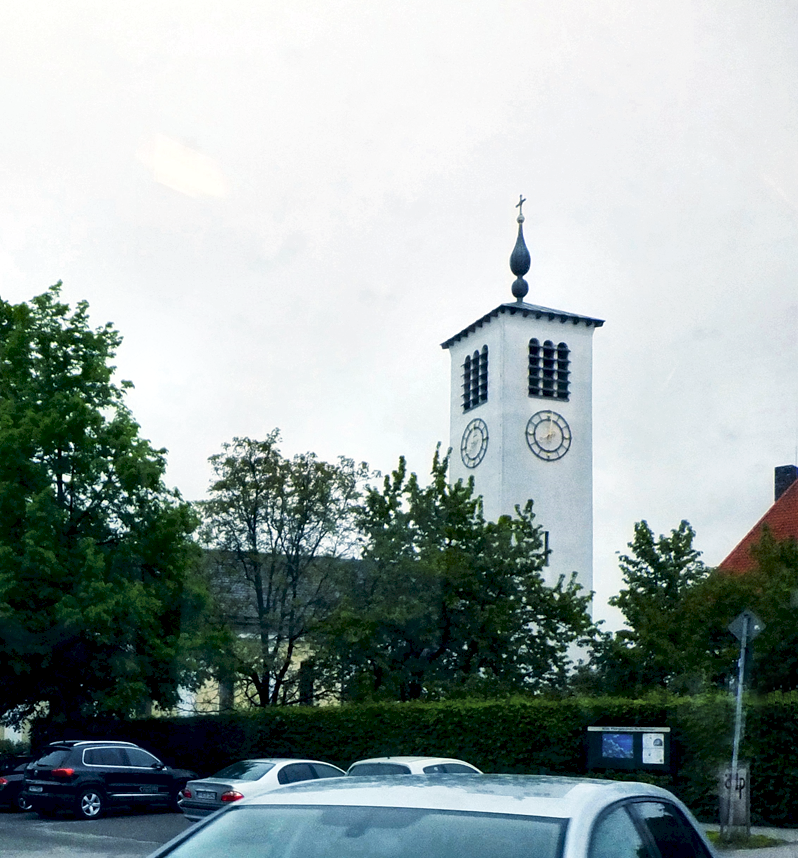
Sf. Korbinian, 1951

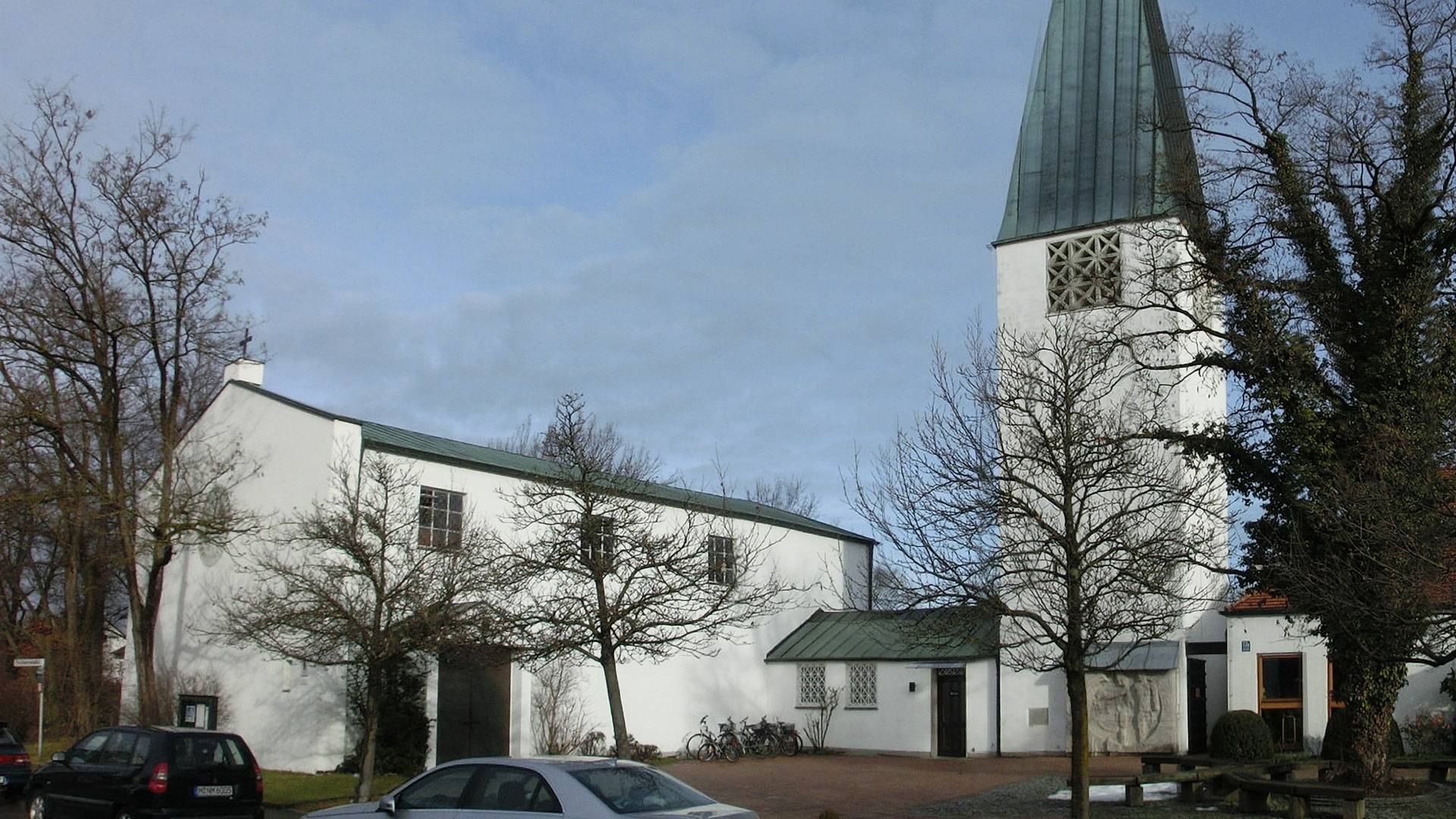
Biserica Genezareth, 1962

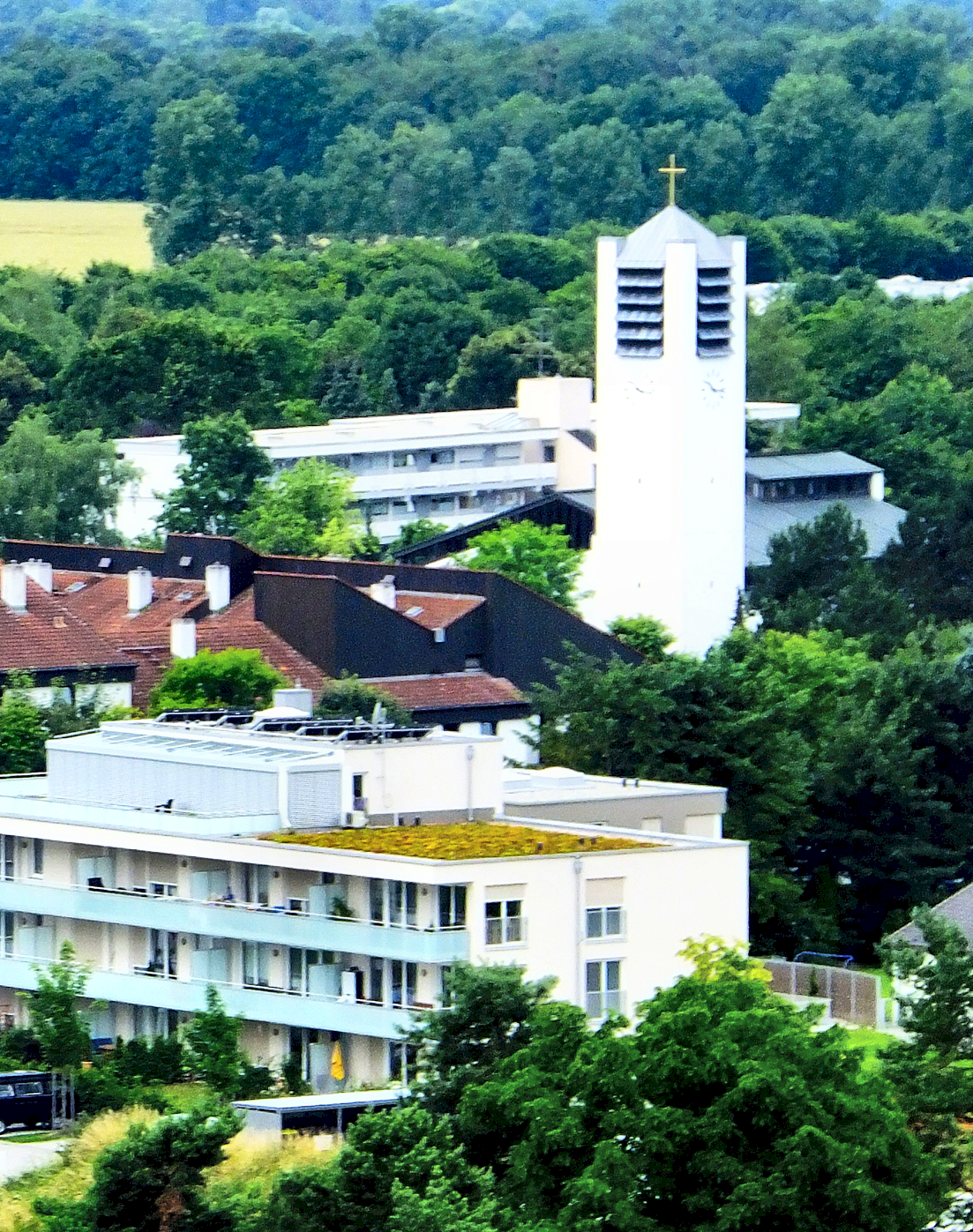
Sf. Ulrich nou, 1986

Primele descoperiri care indică o așezare provin de la 1400 până 1250 î. Hr.
Istoria orașului a început cu un oarecare teuton numit Slius, așezat în acele locuri, vatra lui de sat numindu-se peste ani Sliuuesheim, cum este menționat într-un act de danie al lui Rihpald din 785 („Traditio Rihpaldi“). 
În secolul al XII-lea, așezarea Schleyßaim s-a dezvoltat într-un sat. Biserica Sf. Martin, ridicată în partea comunei cu numele Mallertshofen, a fost menționată pentru prima dată în 1165. De asemenea Lohhof (Lochoven = „Curte în pădure”) a fost pomenit în același secol de prima oară. Contele Ekkard de Scheyern a dăruit mânăstirii Scheyern, în 1183,  sub mărturia lui Otto I de Wittelsbach curtea Slivesheim. În anul 1260, mănăstirii Weihenstephan a fost confirmată o parohie care a inclus bisericile Mallertshofen și Unterschleißheim, prin bula  lui Papa Alexandru al IV-lea. 
În timpul secolului al 15-lea Nydernsleisheim a fost redenumit în funcție administrativă în Grossenschleißheim (Schleißheim Mare), și în 1485 localitatea a fost numită sediul unei Hauptmannschaft (desemnare pentru o zonă de autoritate, care este sub conducerea unui căpitan). Vechea biserică Sf. Ulrich, clădită pe temeliile unei biserici din 1260, a fost sfințită în anul 1518 și stă astăzi sub protejarea monumentelor istorice.
Unterschleißheim a devenit în cursul reformei administrative în Bavaria din 1818 o comunitate politică independentă. Până în 1900 satul avea încă caracter rural. Deja din 1858 exista o linie de cale ferată prin Unterschleissheim, vechea gară însă a fost construită în Lohhof. În 1929 comuna Lohhof a fost fondată în mod oficial. 
O altă activitate de colonizare puternică după al Doilea Război Mondial, în special în Lohhof, a făcut necesară o biserică mai mare, care a fost construită inclusiv unei case parohiale la Bezirksstraße, purtând numele lui Sf. Korbinian. La 28 octombrie 1951, biserica a fost sfințită de episcopul Johannes Neuhäusler. În anul 1958 dieceza Unterschleißheim-Lohhof a fost ridicată la rangul de parohie. După ce și  numărul de creștini protestanți crescuse rapid, între ei mulți sași, a fost construită o biserică pentru ei, denumită Genezareth-Kirche. Ea a fost sfințită la primul advent, în ziua de 3 decembrie 1962.
Prin aprobarea Ministerul Bavarez de Interne Unterschleissheim a primit la 10 august 1965 o stemă comunală proprie. În urma creșterii regiunii München ca o regiune economică de top, după 1970 anteriorul sat Unterschleißheim a înregistrat o creștere rapidă a populației.
Din anul 1969, a fost hotărâtă la inițiativa fostului primar Hans Bayer (SPD), printre altele, construcția unei școli elementare suplimentare de 14 clase, dezvoltarea iluminării stradale și, mai presus de toate, întemeierea unui parc de sport și de recreare cu stadion și o piscină acoperită cu plajă în exterior, cu o investiție totală de 26.900.000 DM. În stadion, care poartă numele acestui primar astăzi, echipa de fotbal SV Lohhof desfășoară jocurile sale de acasă. 
În 1973, Le Crès (departamentul Hérault, Franța) a devenit prima comunitate parteneră. În același an, datorită așteptării unei creșteri mari al traficului de tren internațional și suburban, a fost finalizat un pod care conectează până astăzi cartierele Lohhof și Unterschleißheim în sudul comunei. El a fost denumit după orașul înfrățit francez. De asemenea trebuie menționat începutul construcției uzinei de apă în 1974. Din cauza acestor proiecte, comuna s-a îndatorat cu 13,2 milioane DM. Cu toate acestea, această sumă a fost degradată rapid, cauzat creșterii accentuate a veniturilor fiscale, ca urmarea creșterii rapide a populației precum prin așezarea crescută de companii. Cu punerea în funcțiune a gării de S-Bahn Unterschleißheim la 17 decembrie 1977, municipalitatea a primit o a doua stație feroviară.
În contextul unei reforme administrative  comunele Unterschleißheim și Lohhof au fost unite sub numele Unterschleißheim. Lohhof a rămas cartier. (1978)
Între anii 1979 și 1983, a fost amenajat în cursul excavării de pietriș pentru construcția autostrăzii A 192 de la München la Deggendorf în zona ariei de protecție al cartierului Riedmoos Lacul Unterschleißheim, un lac artificial astăzi foarte frecventat.
În 1990, a fost încorporată localitatea Hollern, care aparținuse până atunci comunității vecine Eching.
La 22 iulie 1999, consiliul municipal, prezidat de primarul Rolf Zeitler (CSU), a decis pe baza rezultatelor unui studiu de fezabilitate, punerea în aplicare a unui proiect pentru exploatarea energiei geotermale pentru comună. Acesta a fost primul de acest gen în districtul München și, astfel, un proiect de pionierat. La 28 iulie 2003, primul obiect, piscina „Aquariush”, a fost aprovizionată cu energie geotermică. Astăzi, toate instituțiile publice, precum și numeroase case și locuințe private beneficiază de această tehnologie ecologică.
Unterschleißheim a primit numirea de oraș la 16 decembrie 2000. Tot în acest an (22 iulie) a fost deschis parcul popular „Valentin” cu o suprafață de aproximativ 120 000 m2. În cinstea fostului primar Rolf Zeitler, care a murit la 21 ianuarie 2023, „Parcul Valentin“, la inițiativa căruia parcul fusese inaugurat, se va numi acum „Rolf-Zeitler-Park” (din 12 ianuarie 2024) - consiliul orașului a decis acest lucru într-o ședință specială și a anunțat-o la recepția de Anul Nou.
Școala superioară de 12 sau 13 ani (FOS și BOS) a fost inaugurată oficial la 16 septembrie 2014, după predarea simbolică a cheii prin șeful de district Christoph Göbel. 
După ce planul pentru construcția unui tunel pe sub linia de cale ferată München - Regensburg (Berlin, Praga) s-a spart din motive financiare, în luna februarie 2014, s-a început cu acea unui pasaj subteran pentru autoturisme, bicicliști și pietoni pentru o mai bună legătură de Lohhof cu Unterschleißheim, inclus parcul de afaceri, și în nordul orașului. La 13 iunie 2015, proiectul, care a costat 11,6 milioane de Euro, a fost inaugurat oficial. Anterior, la 1 mai, piața în fața primăriei, reproiectată pentru 1,1 milioane de Euro, a fost predată cetățenilor cu prilejul zilei de sărbătoare.
Astăzi, orașul constă din cinci cartiere: Hollern, Inhauser Moos, Lohhof, Lohhof Süd, Riedmoos și Unterschleißheim.

## Economie și infrastructură

### ICU

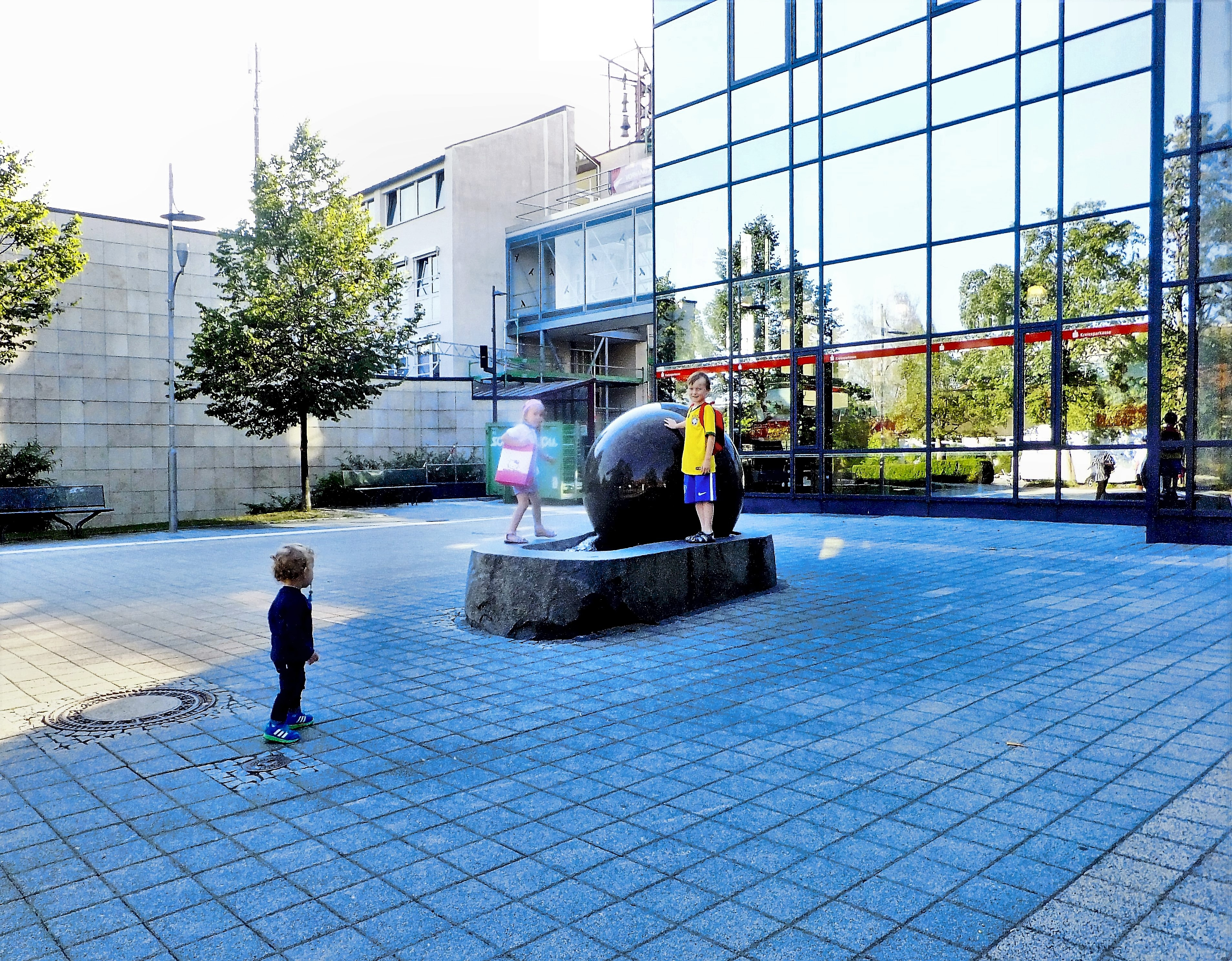
Administrația orașului

Inovative Comunity Unterschleißheim (ICU) este o rețea de companii inovatoare la nivel local, dar cu acoperire globală, care a fost înființată la 11 mai 2000 de către atunci primul primar Rolf Zeitler și firme renumite din Unterschleißheim și apropiere. Asociația oferă o rețea de viitor pentru întreprinzătorii de mâine. Scopul este de a promova locația de high-tech Unterschleißheim și schimbul de informații între companii. ICU e. V. este o platformă activă de promovare a activităților de afaceri prin cooperare la loc, precum și la nivel național și internațional. Principalele motive ale comunității  sunt inovație, cooperare, valoare adăugată Laitmotivele ICU sunt inovație, cooperare, valoare adăugată. 

### Întreprinderi mari (selecție)
- Alphabet (BMW)[14]

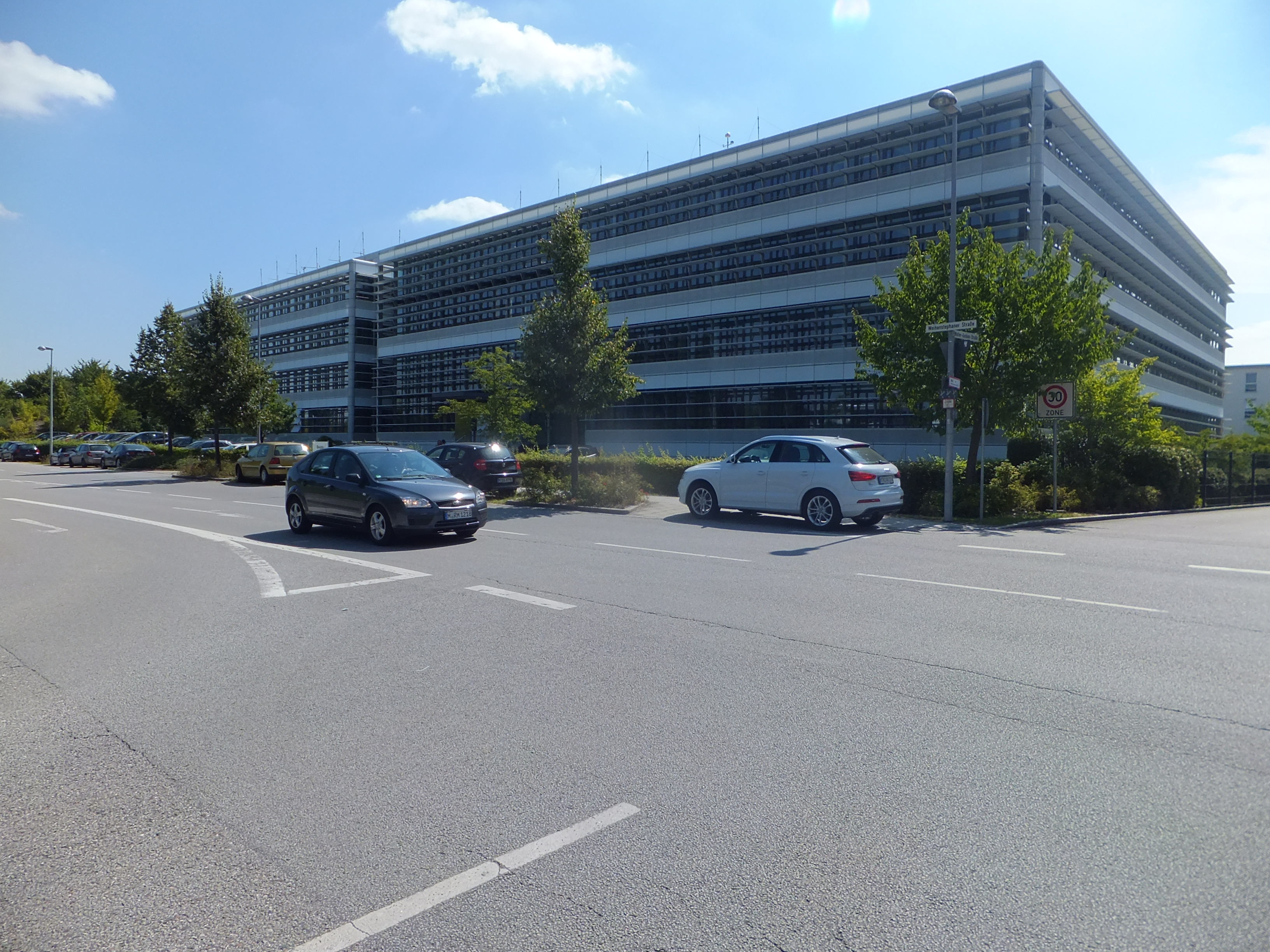
Baader Bank AG, centrala

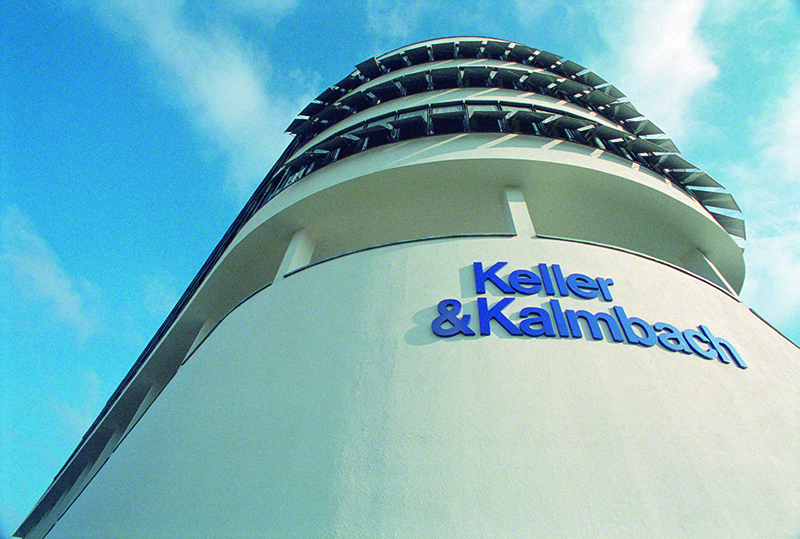
Keller & Kalmbach, centrala

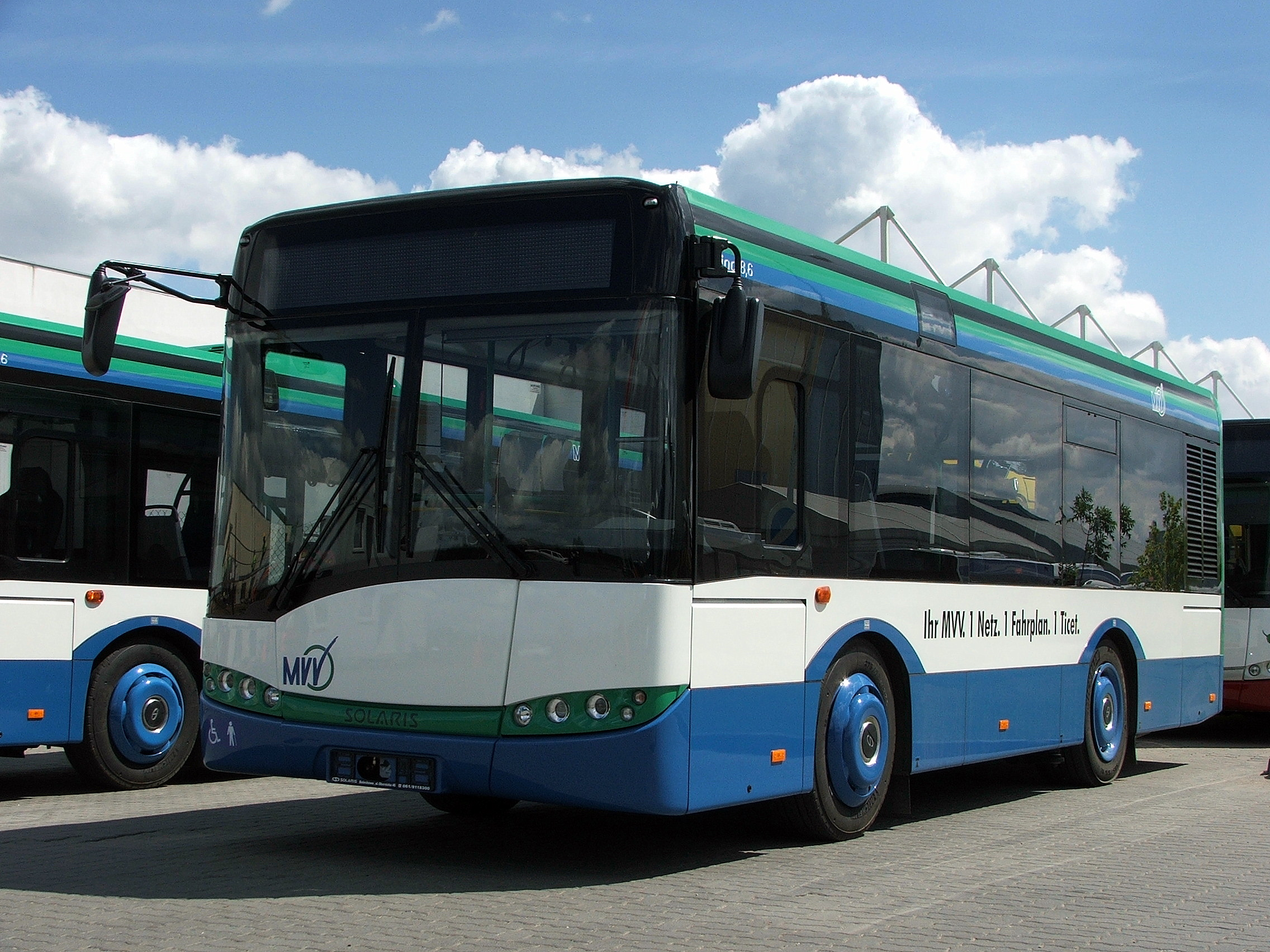
Autobuze moderne Solaris Alpino 8

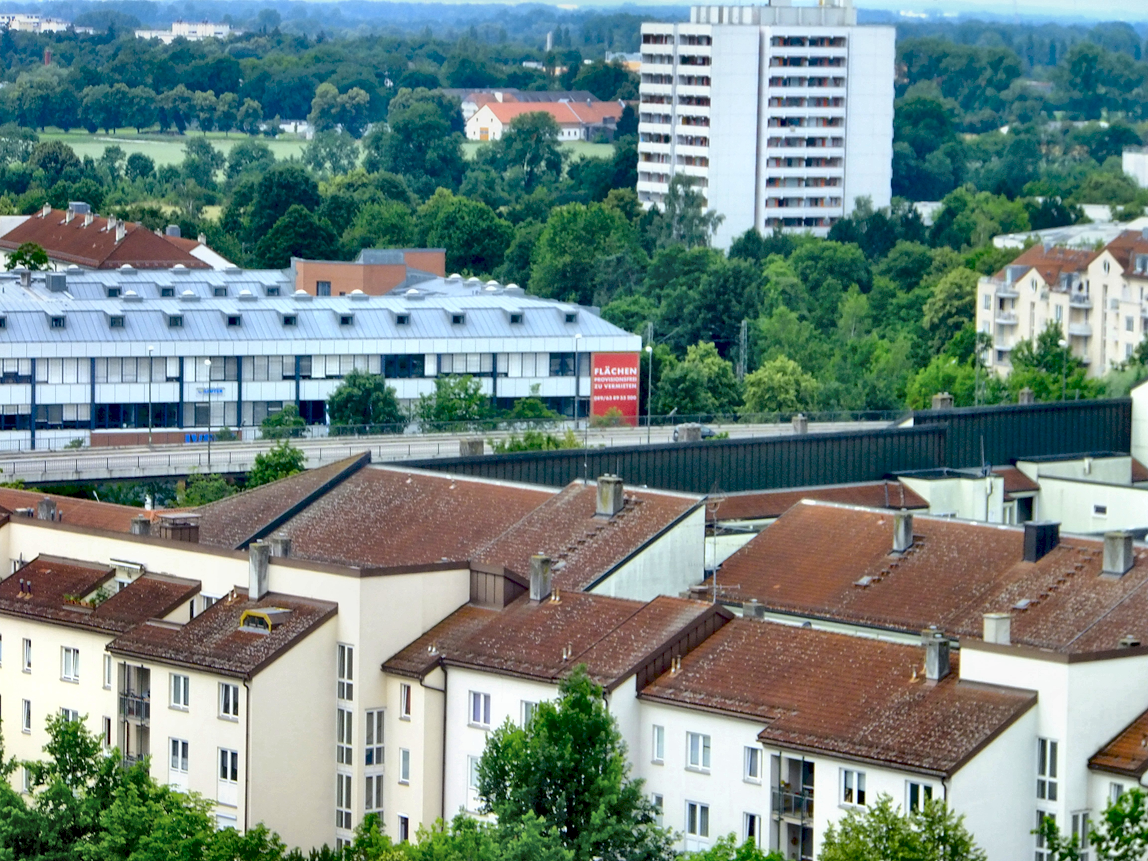
Podul Le Crès

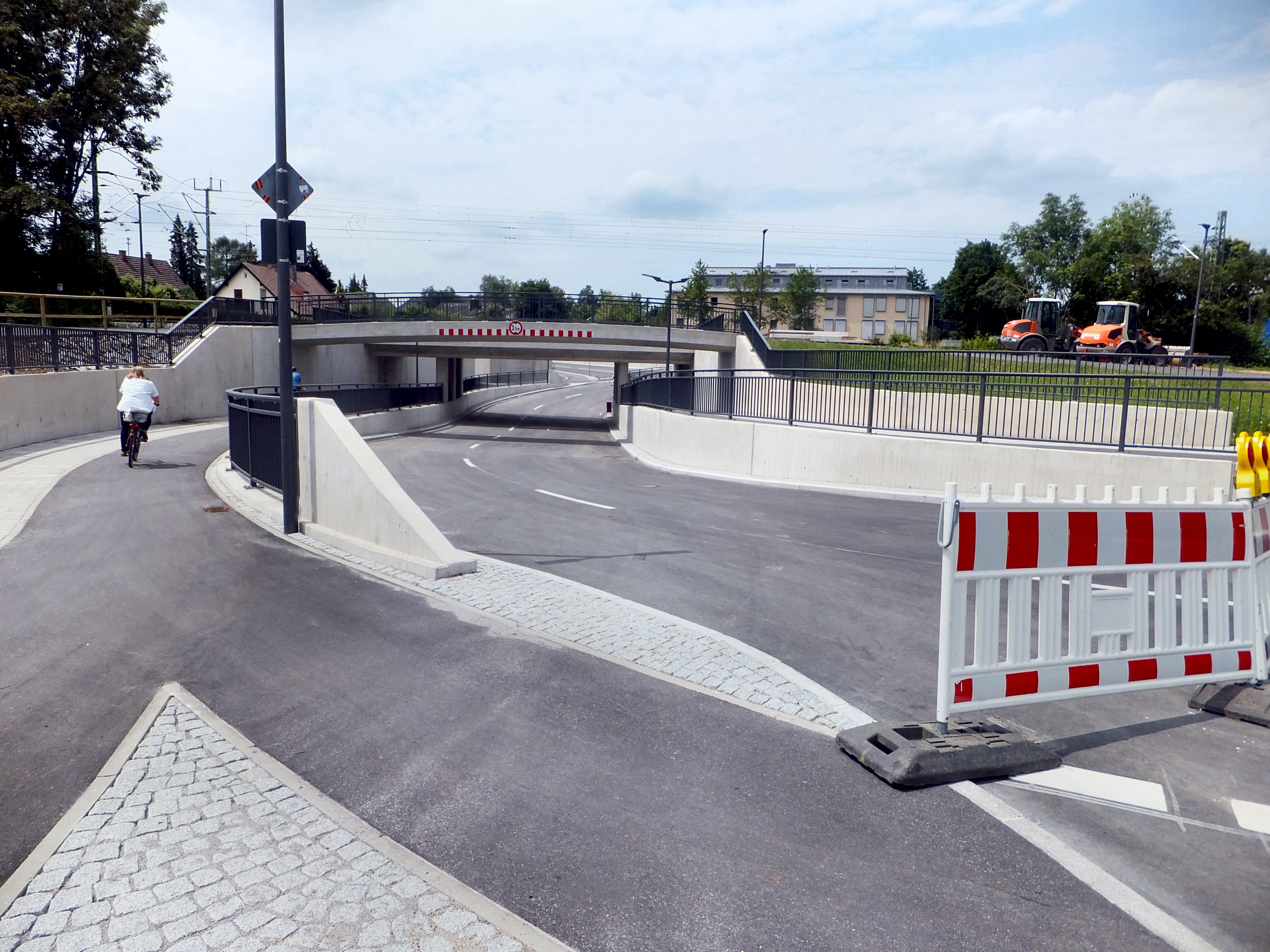
Noul pasaj subteran la Unterschleißheim

- arivis AG, Dezvoltarea și vânzarea de soluții software pentru industria Life-Science[15]
- Asentus Europe BV GmbH, Management Consulting[16]
- ATIX AG, The Linux & Open Source Company[17]
- Baader Bank AG, sediul central ale băncii[18]
- Baxter International
- Baerlocher GmbH, sediul central[19]
- BMW Group – Academia de instruire și RDZ (Centrul pentru reciclare și dezasamblare)
- Corel Software Corporation
- D-Link
- EADS, Domeniul Cassidian
- Bayernwerk Natur GmbH
- E.ON Bavaria AG – Centru pentru clienți
- Exceet Card, până 2013 Winter AG – Produse de carduri inteligente
- Hypo Real Estate Holding AG/Deutsche Pfandbriefbank AG
- Gunnebo Deutschland GmbH, Unterschleißheim, Bank Security[20]
- Froschmeier GmbH & Co. Betriebs KG, materiale de construcții[21]
- HighPix GmbH, Werbeagentur Medienagentur Marketingagentur[22]
- ITBconsult IT & Business Services GmbH, sediul central[23]
- Iveco Magirus
- Keller & Kalmbach, centrala[nefuncțională]
- Linde AG, de la 1960
- NOKIA Sales and Services GmbH[24]
- Still GmbH, producător de motostivuitoare și echipamente pentru depozite – Secțiunea München
- Carrier
- vibrio - PR Agentur München[25]
- VMware, Inc.
- Xerabit GmbH (Zentrale)[26]
- Zeo-Tech Zeolith- Technologie GmbH[27]

### Hoteluri și pensiuni

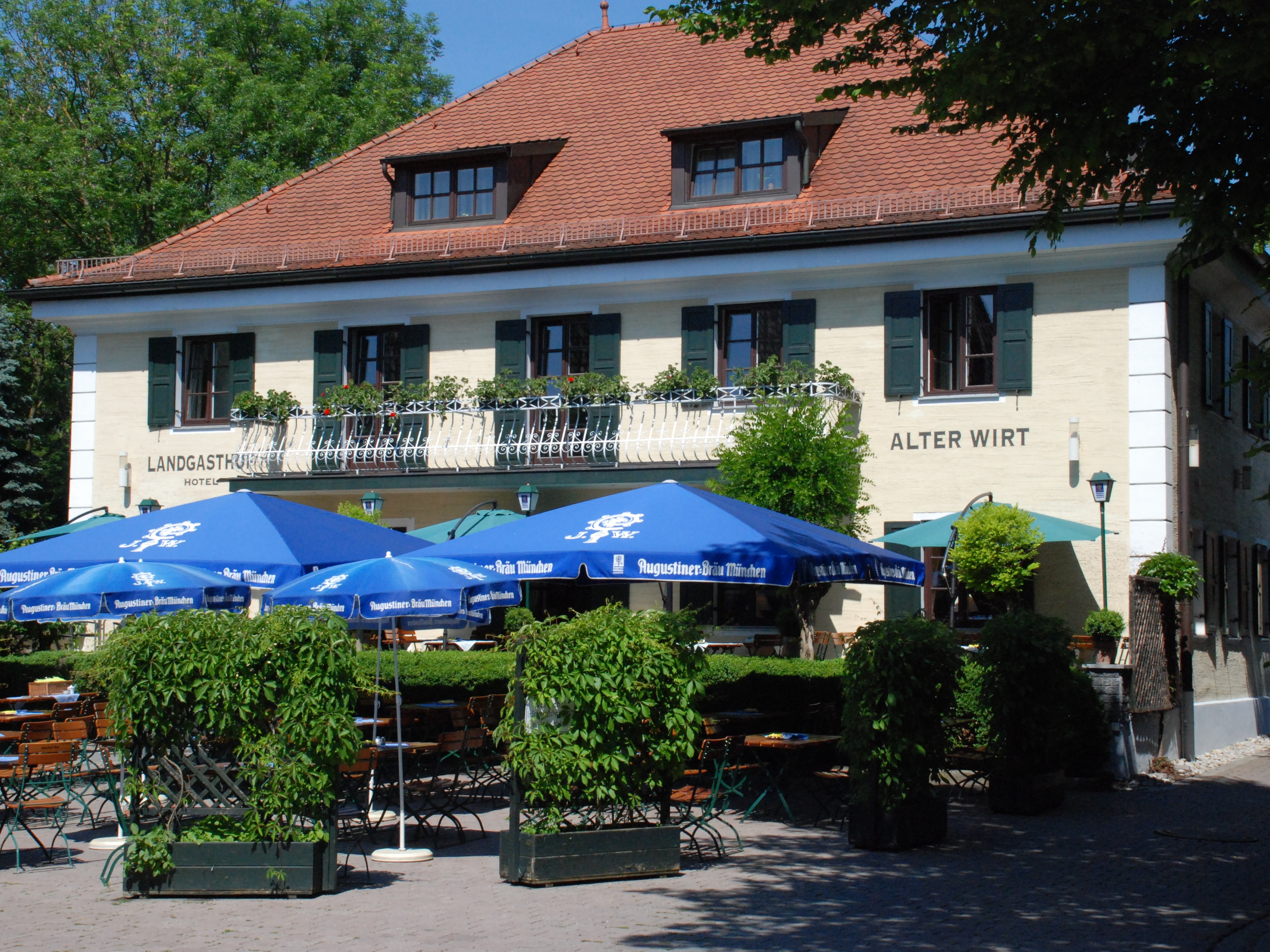
Hotel-restauratul Alter Wirt (Hangiul vechi)

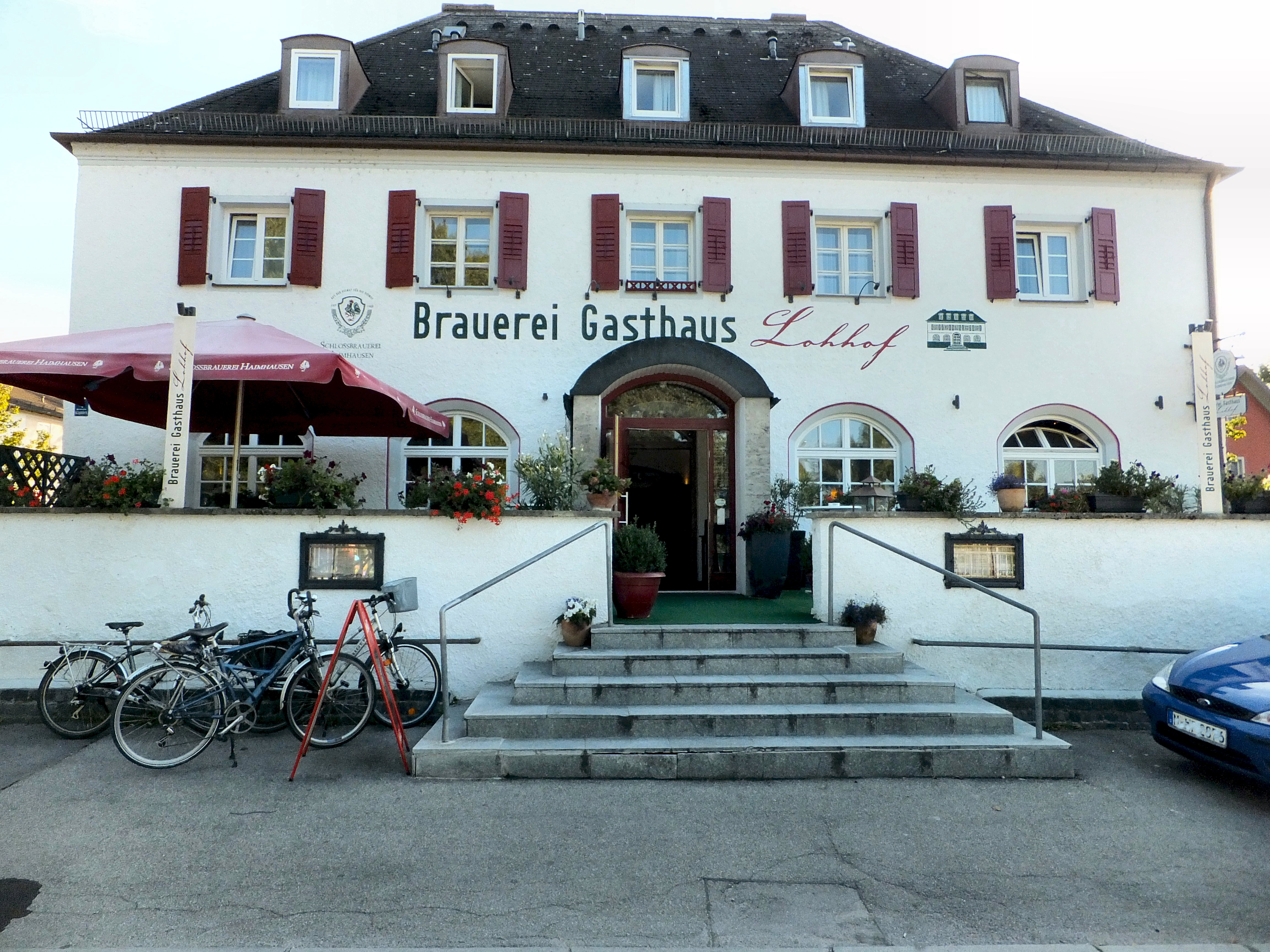
Hotel-restaurantul Brauereigasthaus

- Hotel Alarun 2[28]
- Alter Wirt (Hangiul vechi)[29]
- Hotelul „Dolce”[30] Aici locuiește FC Bayern München mereu înainte de meciuri.
- Star Inn Hotel München Nord[31]
- Victor's Residenz-Hotel[32]
- Brauerei Gasthaus Lohhof (Hotel-restaurantul al berării)[33]
- Pension Christina[34]

### Legături trafic
- Linia S1 (S-Bahn), un tren rapid orășenesc: Freising sau Aeroportul München – München; stațiunile Lohhof și Unterschleißheim
- Linia autobuz  215 - curs de dus-întors Lohhof S 1 sud - Unterschleißheim S 1 - Lohhof S 1 nord - Unterschleißheim S 1 - Lohhof S 1 sud - Unterschleißheim, trafic urban cu legătură pentru centrul comercial
- Linia autobuz  219 - 1, Unterschleißheim – trafic urban și legătură cu metroul linia U6 spre gara metro Garching-Hochbrück în direcția Garching bei München, Garching-institutele de cercetări precum centrul universitar al Technische Universität München – München Fröttmaning (stadionul Allianz Arena) – cimitirul de nord cu o secțiune pentru creștini ortodocși cu biserică - Münchner Freiheit (Schwabing) - Universitatea München - Marienplatz (München) până la Clinicul Großhadern
- Linia 693 (Lohhof – Kammerberg)
- Autostrada A 92: München – Deggendorf, bifurcația Unterschleißheim
- Autostrada A 99: Circuitul München (nord), bifurcația München-Neuherberg
- Drumul național (Bundesstraße) B 13: München – Ingolstadt – Ansbach – Würzburg
- Aeroportul München Franz Josef Strauß, de ajuns în circa 15 minute cu S 1 sau cu mașina

## Învățământ

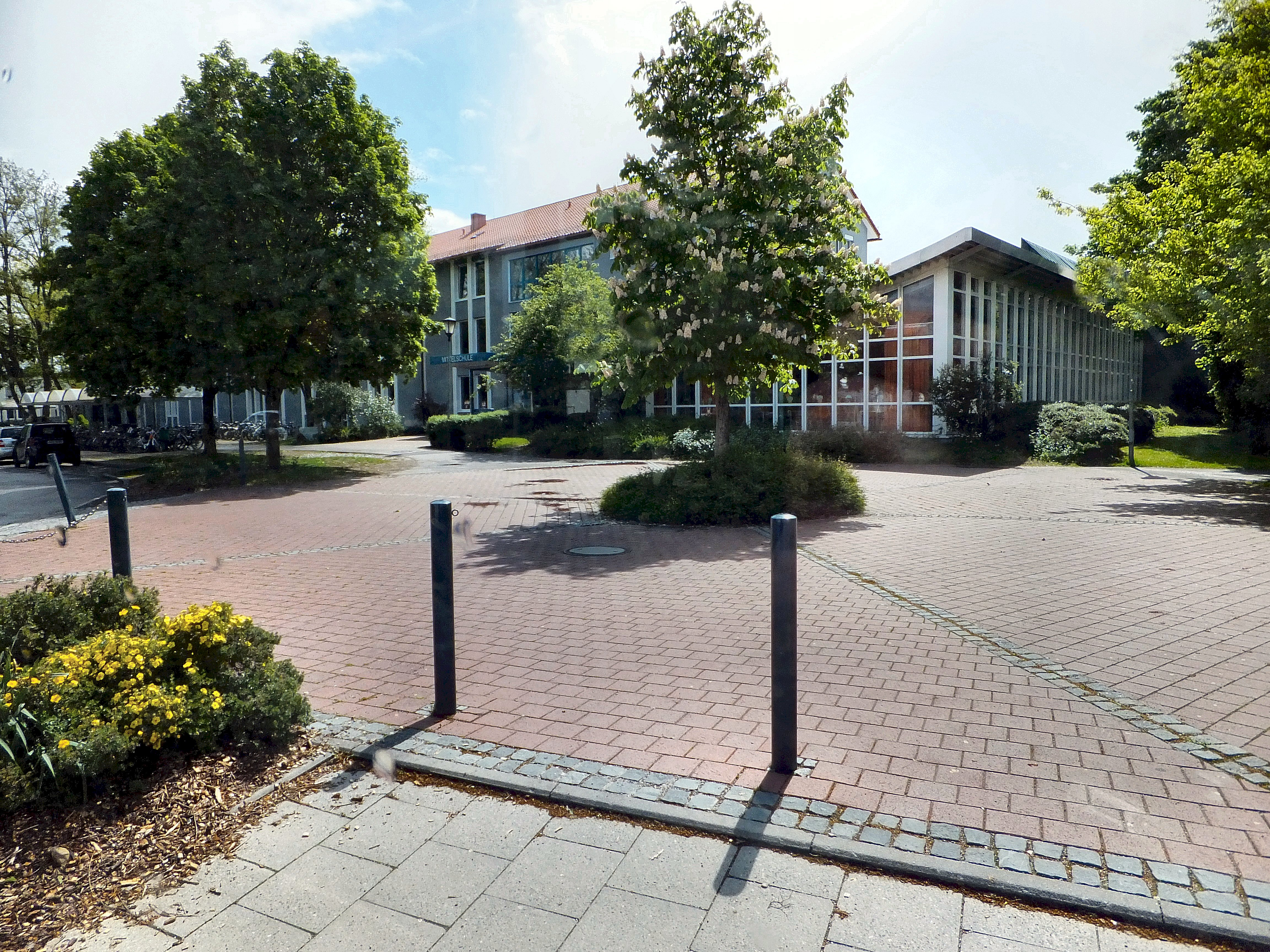
Școala medie, USH

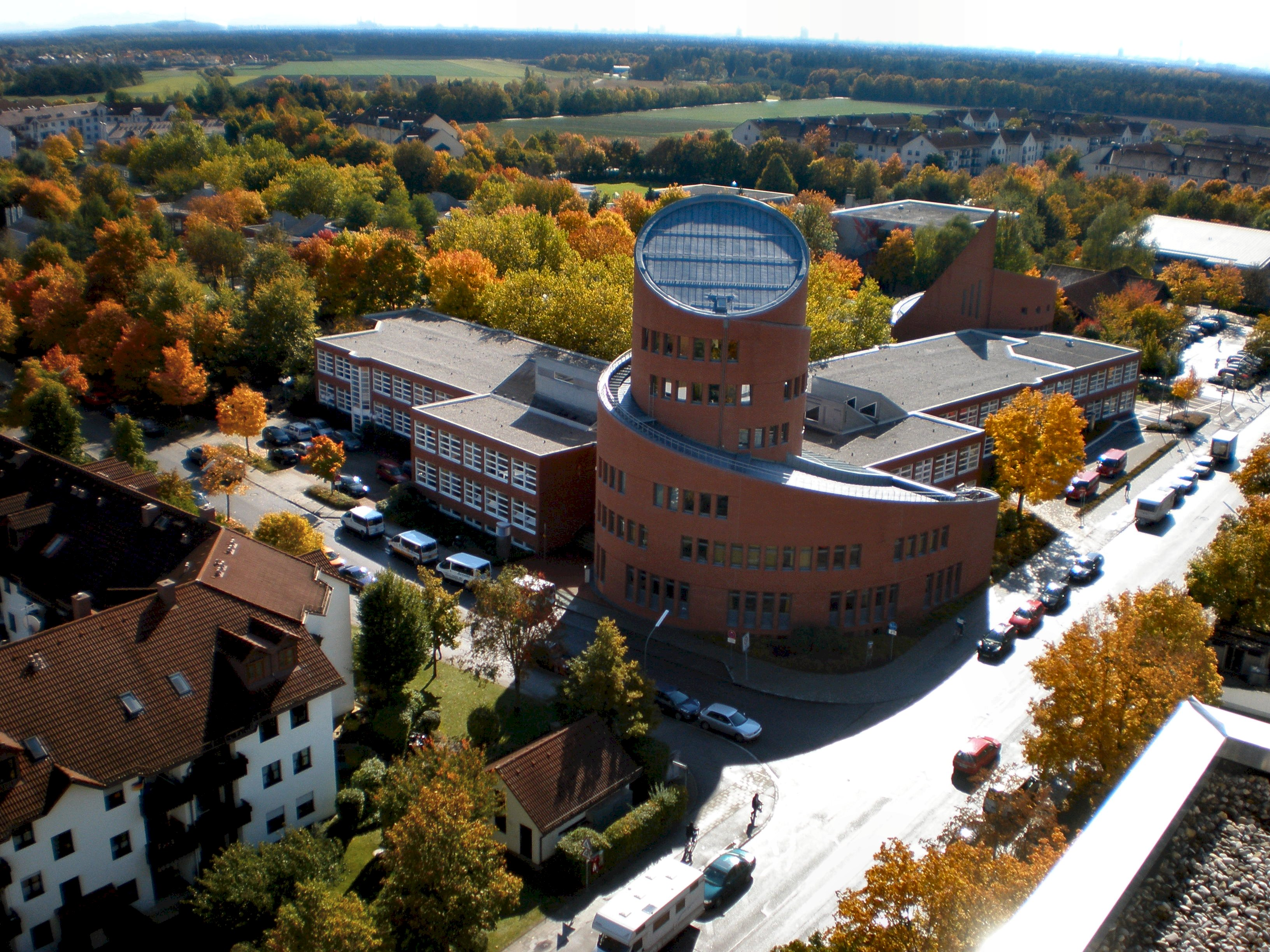
Centrul pentru elevi cu deficiențe de vedere și orbi, în dos școala primară Michael Ende cu grădiniță

### Educație populară
- Biblioteca orășenească cu peste 44.000 de exemplare de carte și aproximativ 10.000 de medii audiovizuale precum și numeroase reviste și ziare
- Colegiul poporal (Volkshochschule) pentru partea de nord a districtului München

- Liceul Carl Orff (1978)

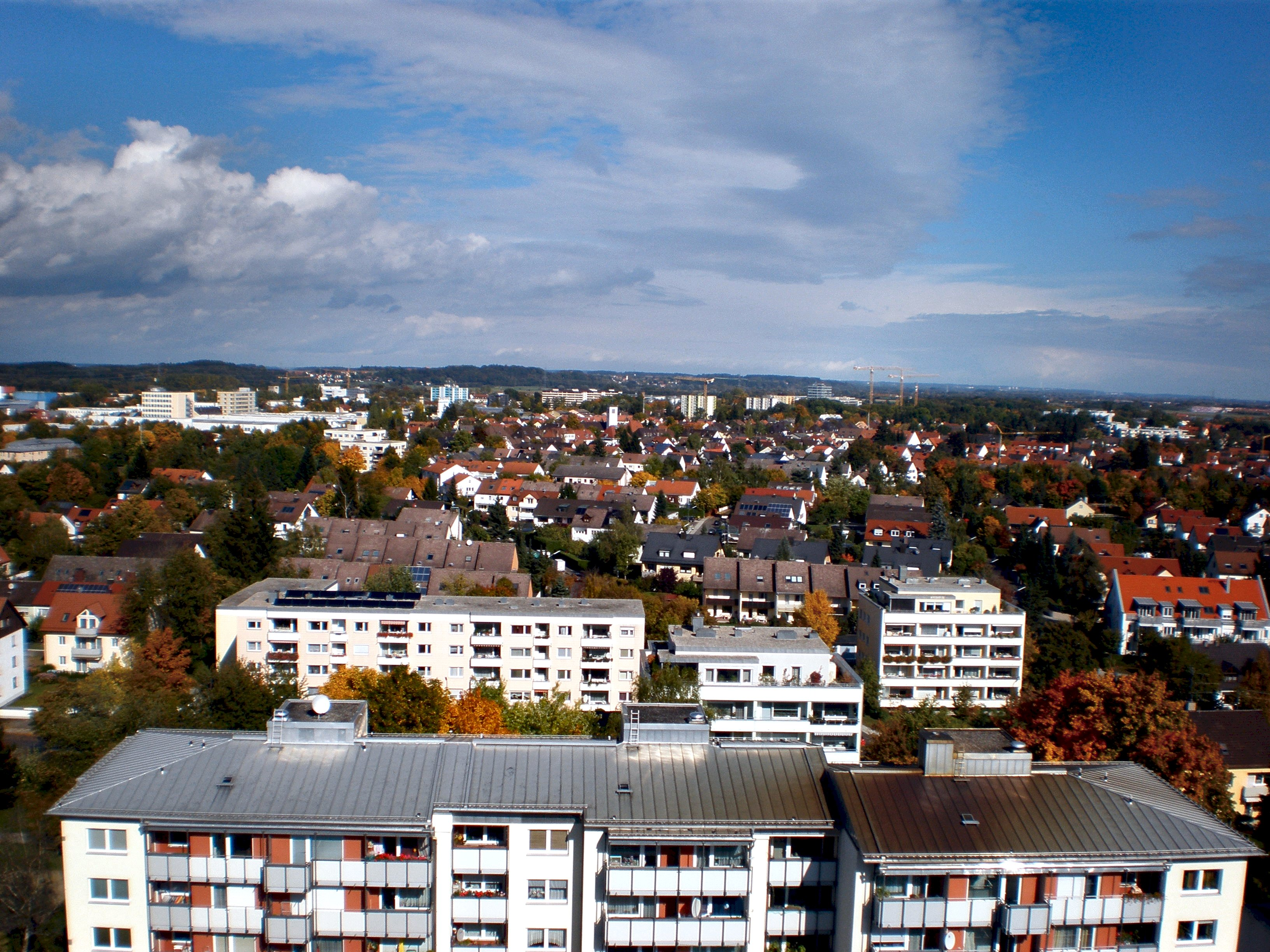
USH la nord

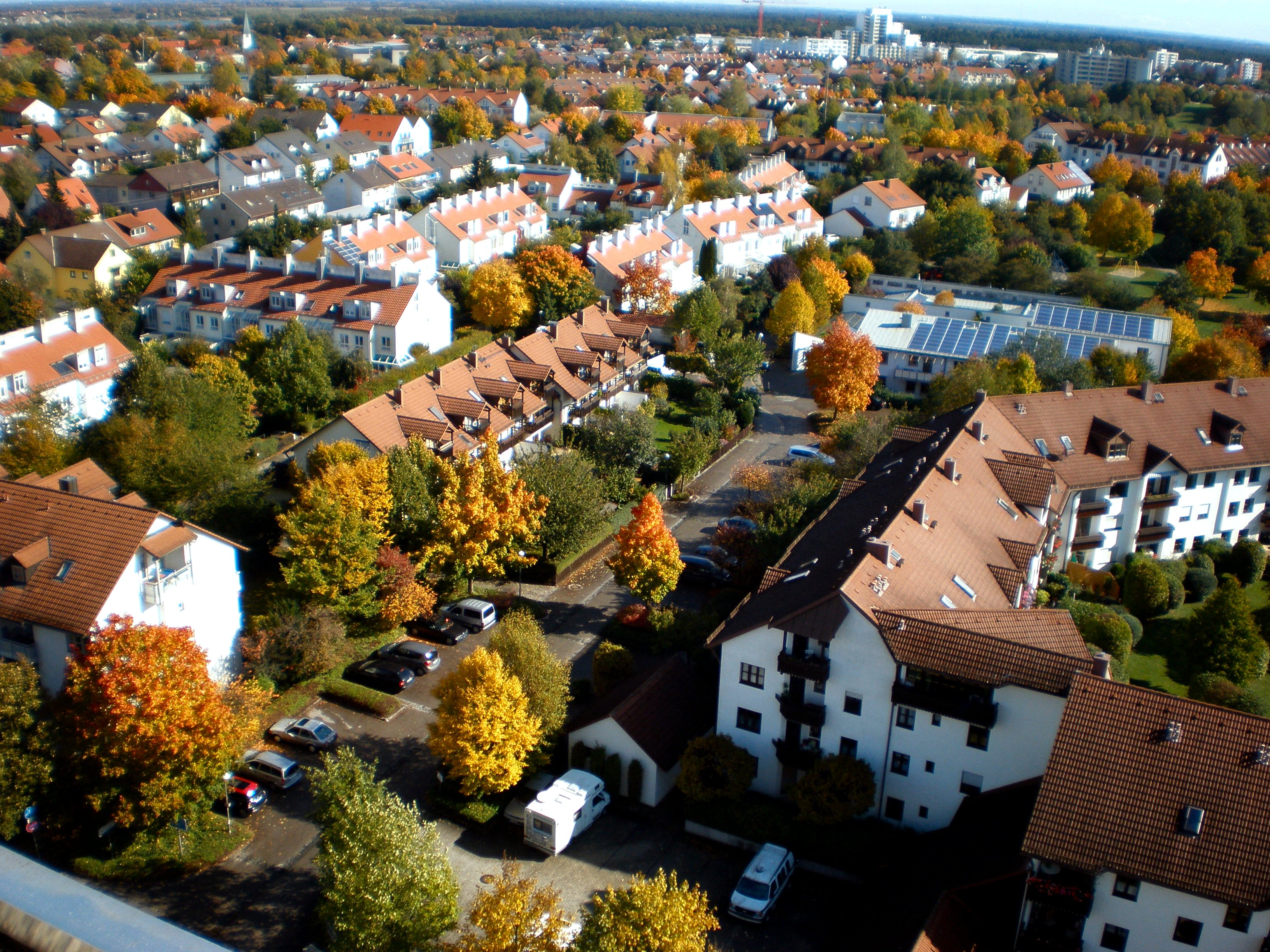
Unterschleißheim la est

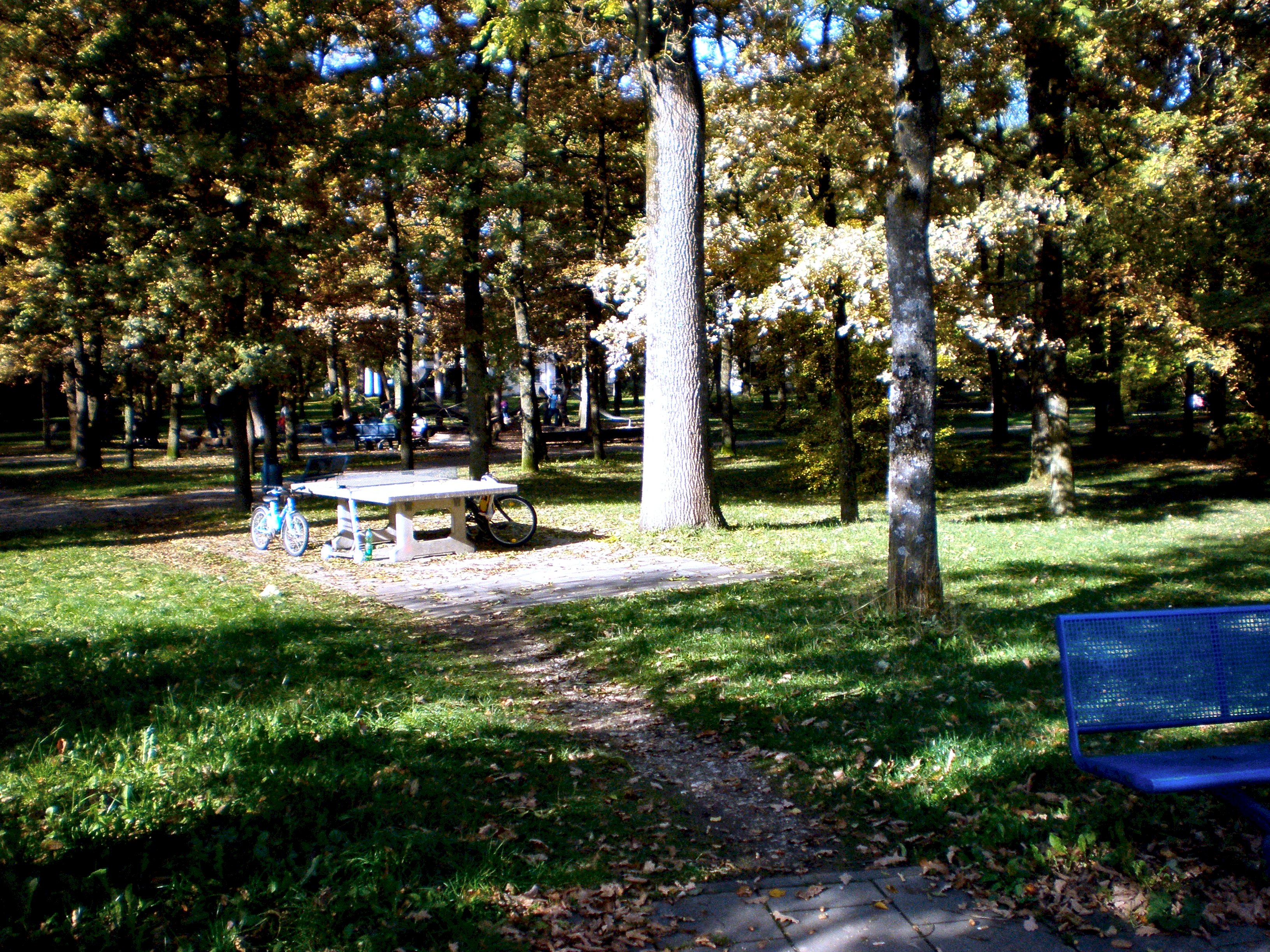
Parcul Lohwald

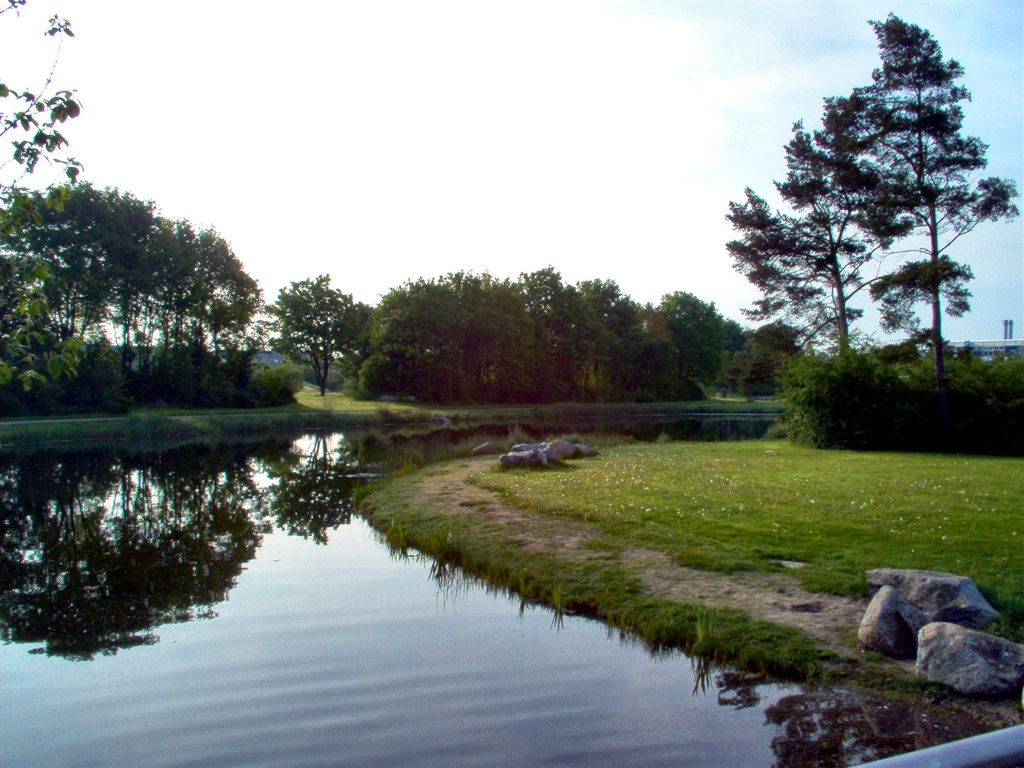
Parcul Rolf Zeitler 1

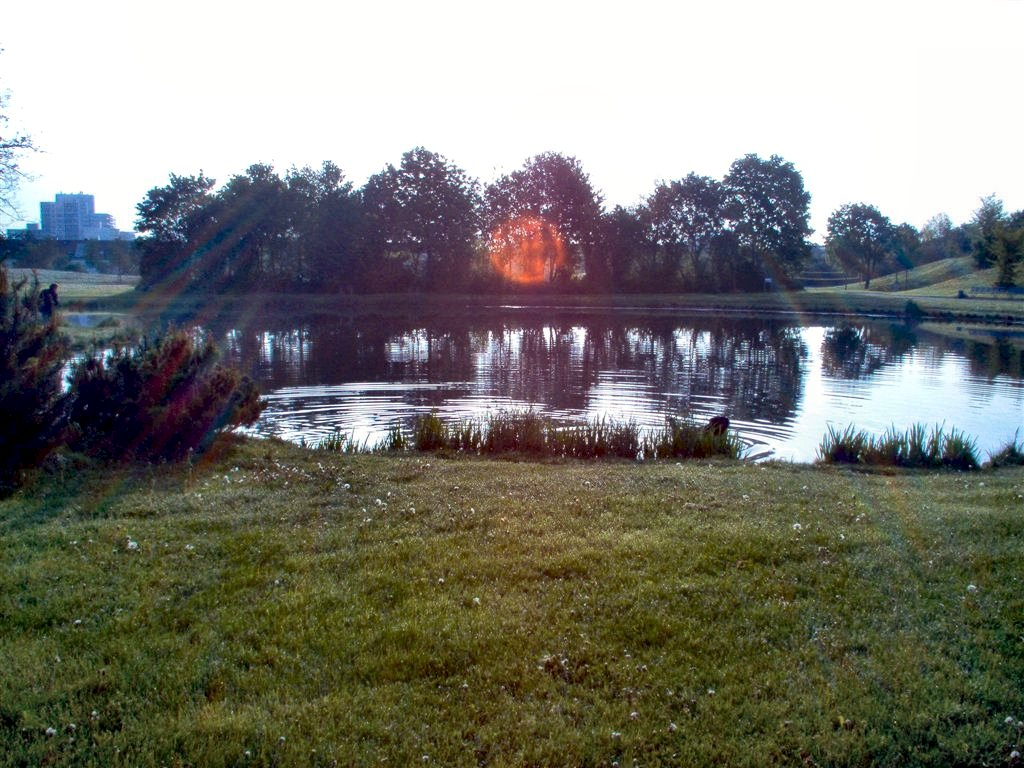
Parcul Rolf Zeitler 2

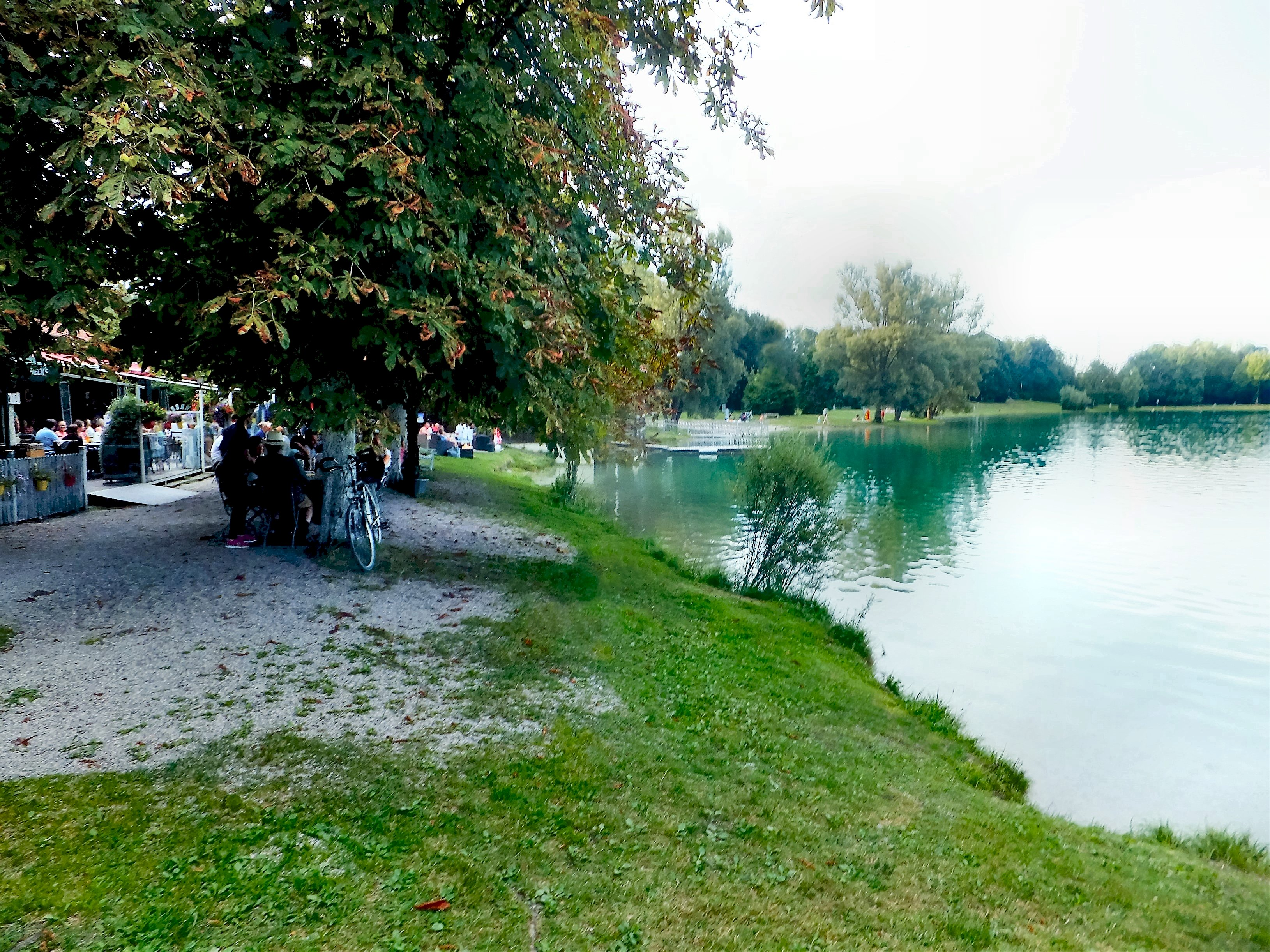
Lacul USH

- Școala superioră de 12 sau 13 ani (Fachoberschule), (2014)[35]
- Școala secundară Therese Giehse (1976)
- Școala medie la strada Johann Schmid
- Școala primară la strada Johann Schmid
- Școala primară la strada Ganghofer
- Școala primară Michael Ende
- Școala Edith Stein pentru orbi și elevi cu deficiențe de vedere, secțiunea Bavaria de Sud (Școală primară, medie și secundară cu internat) (1983)
- Centrul de educație cu sprijin special Rupert Egenberger (1971)
- Școala Montessori Clara Grunwald

## Evoluția populației
Evoluția populației a luat o viteză razantă:
| An        | 1957  | 1960  | 1970  | 1973   | 1978   | 1982   | 1995   | 2000   | 2006   | 2012   | 2014   | 2015   | 2016   |
| --------- | ----- | ----- | ----- | ------ | ------ | ------ | ------ | ------ | ------ | ------ | ------ | ------ | ------ |
| Populație | 4.633 | 5.346 | 7.553 | 11.518 | 14.871 | 17.869 | 24.894 | 25.633 | 26.046 | 27.557 | 28.329 | 28.697 | 29.406 |

## Orașe înfrățite
- Franța - Le Crès de la 1973
- Germania - Lucka de la 1990
- Ungaria - Zengőalja Kistérség de la 2004
- Rusia - Zelenograd de la 2004
- China - Hangzhou de la 2006
- Statele Unite ale Americii - Long Island/NY